# Fuego en la sangre
Fuego en la sangre es una telenovela mexicana, producida por Salvador Mejía Alejandre en 2008. Adaptación de las telenovelas colombianas Las aguas mansas y Pasión de gavilanes, originales de Julio Jiménez.
Protagonizada por Adela Noriega, Eduardo Yáñez, Jorge Salinas, Elizabeth Álvarez, Nora Salinas y Pablo Montero, junto con la primera actriz Diana Bracho, el primer actor Guillermo García Cantú, Susana Zabaleta y Gilberto de Anda en los roles antagónicos. Cuenta con las actuaciones estelares de René Casados, Ninel Conde y los primeros actores María Sorté, Joaquín Cordero y Patricia Reyes Spíndola, además de las participaciones especiales de Sherlyn y el primer actor Carlos Bracho.
La telenovela fue la última producción protagonizada por la actriz Adela Noriega y también del primer actor Joaquín Cordero, viniendo a fallecer en 2013.
Actualmente la telenovela se encuentra disponible en el servicio de suscripción Vix, propiedad de Televisa.

## Sinopsis
En un pequeño pueblo en Ciudad Serdán, Libia Reyes (Sherlyn) mantiene una relación con el hacendado Bernardo Elizondo (Carlos Bracho), un hombre mucho mayor que ella y quien le oculta un secreto: está casado y tiene tres hijas, Sofía (Adela Noriega), Jimena (Elizabeth Álvarez) y Sara (Nora Salinas). Sin embargo, su matrimonio al lado de la amargada y autoritaria Gabriela Acevedo (Diana Bracho) es un tormento, por lo que comienza a planear cómo separarse de ella para estar junto a Libia. Desafortunadamente, Bernardo muere antes de lograrlo. 
La noche del funeral, Libia se presenta desconsolada y revela a la familia que está esperando un hijo de Bernardo. Al escuchar esto, Gabriela la humilla y la echa de la hacienda delante de todos. Es entonces cuando Fernando Escandón (Guillermo García Cantú), el interesado esposo de Sofía Elizondo, deduce que el bebé tendría ahora la oportunidad de heredar parte de la fortuna familiar. Para evitar esto, decide seguir a Libia hasta el río y ahogarla en el mismo.
A la mañana siguiente todos piensan que Libia se suicidó al enterarse de que Bernardo era casado. Es entonces cuando sus hermanos mayores, Juan (Eduardo Yáñez), Óscar (Jorge Salinas) y Franco (Pablo Montero), juran ante su tumba vengarse de alguna forma de Bernardo Elizondo. Juan decide que la mejor forma para hacerlo es a través de las hijas de éste, y con ayuda de Eva (María Sorté), la fiel ama de llaves de la hacienda, se hacen pasar por unos albañiles que construirán una pequeña cabaña donde puedan vivir Sofía y Fernando.
Pero a pesar de que los tres habían acordado enamorar a las Elizondo y después abandonarlas con el corazón roto, los hermanos se enamoran locamente de ellas. Juan descubre en Sofía una mujer sensible y amable, Óscar y Jimena tienen el mismo corazón salvaje y rebelde, y Franco y Sara son almas gemelas sensibles y poéticas. Juan comienza a creer que es mejor desistir de sus ideas de venganza y pronto se dará cuenta que el verdadero peligro para las hermanas no son ellos, sino la propia Gabriela Acevedo, quien mediante chantajes intenta imponer su voluntad a sus hijas, y Fernando Escandón, con quien Sofía se casó confundida y sin amarlo, después de haber sido violada por un desconocido. Ese desconocido es el propio Fernando, quien no solo es el asesino de Libia, también de Bernardo Elizondo.
Los hermanos Reyes se debatirán entre amar sinceramente a las hermanas Elizondo y sacarlas del infierno en donde viven; o cumplir el juramento que le hicieron a Libia y vengarse sin piedad ni remordimiento.

## Elenco
- Adela Noriega - Sofía Elizondo Acevedo de Reyes
- Eduardo Yáñez - Juan Robles Reyes
- Jorge Salinas - Óscar Robles Reyes
- Elizabeth Álvarez - Jimena Elizondo Acevedo de Reyes
- Nora Salinas - Sara "Sarita" Elizondo Acevedo de Reyes
- Pablo Montero - Franco Robles Reyes
- Diana Bracho - Doña Gabriela Acevedo  Vda. de Elizondo
- María Sorté - Eva Rodríguez
- Guillermo García Cantú - Fernando Escandón
- René Casados - Padre Tadeo
- Ninel Conde - Rosario Montes
- Joaquín Cordero - Don Agustín Acevedo
- Patricia Reyes Spíndola - Quintina
- Julissa - Raquel Santos de Uribe
- Gilberto de Anda - Ricardo Uribe Casanova
- Susana Zabaleta - Ruth Uribe Santos
- Sergio Acosta - Armando Navarro
- Alma Muriel - Soledad
- Silvia Pinal - Santa "Santita"
- Sherlyn - Libia Robles Reyes
- Carlos Bracho - Don Bernardo Elizondo
- Sofía Vergara - Leonora Castañeda
- Cristián de la Fuente - Demián Ferrer
- Eduardo Capetillo - Pedro Reyes
- Aurora Clavel - Ofelia
- David Rencoret - Dr. Gómez
- Sergio Reynoso - Alejandro Reyes "El Jefe"
- Vicente Fernández Jr. - Vicente "Chente" Robles
- Tony Vela - Ricardo Uribe Jr. "El Coyote"
- Luis Reynoso - Rosendo
- Isaura Espinoza - Hortensia
- Luis Fernando Peña - Rigoberto
- Radamés de Jesús - Eladio
- Gaby Ramírez - Eugenia
- Jaime Puga - Comisario
- Ricardo Vera - Dr. Montes
- Mario Arellano - Pablito
- Rodrigo Mejía - Benito Uribe
- Alejandro Aragón - Octavio Uribe
- Carlos Cardán - Apolinar
- Adalberto Parra - Brujo
- Antonio Medellín - Fabio
- Roberto Vander - Dr. Gilberto Castañeda
- Marcial Salinas - Nabor
- Fernando Robles - Edersandro
- Elsa Cárdenas - Madre Superiora
- Nora Velázquez - María Esperanza
- Rebeca Manríquez - María Caridad
- Renata Flores - Petra Sánchez
- Juan Carlos Flores - Tobías
- Juan Carlos Bonet - Bruno Ferraño
- José Antonio Ferral - Saúl
- Miriam Said - Sor Martita
- Manuel Landeta - Anselmo Cruz
- Niurka Marcos - Maracuyá
- Luis Cadena - Fermín
- Thelma Dorantes - Señora del pueblo
- Roberto D'Amico - Obispo
- Albert Chávez - Juvencio
- Ernesto Laguardia - Juan José Robles
- Lourdes Munguia - María Libia Reyes de Robles
- Blanca Sánchez - Aída Covarrubias de Acevedo
- Sergio Mayer - Román
- Pietro Vannucci - Gonzalo
- Margarita la Diosa de la Cumbia - Ella misma (cameo)
- Bobby Pulido - Él mismo (cameo)

## Equipo de producción
- Historia original: Julio Jiménez
- Versión original: Liliana Abud
- Edición literaria: Dolores Ortega
- Tema de entrada: "Para Siempre"
- Autor y compositor: Joan Sebastian
- Intérprete: Vicente Fernández
- Productor asociado: Bosco Primo de Rivera
- Director de cámaras en locación: Jesús Acuña Lee
- Director de cámaras: Manuel Barajas
- Directores de escena: Miguel Córcega, Edgar Ramírez y Alberto Díaz
- Productor ejecutivo: Salvador Mejía Alejandre
- Ambientación: Angélica Serafín[2]
- Corrección de color: Christian Jasso Ramírez.

## Versiones
- Las aguas mansas (1994), una producción de R.T.I. Colombia y Telemundo, protagonizada por Juan Carlos Gutiérrez, Juan Sebastián Aragón y Luigi Aycardi, y Margarita Ortega, Fabiana Medina y Patricia Maldonado.
- Pasión de gavilanes (2003), una coproducción de R.T.I. Colombia, Caracol Televisión y Telemundo. Protagonizada por Mario Cimarro, Juan Alfonso Baptista y Michel Brown, y Danna García, Paola Rey y Natasha Klauss.
- Gavilanes (2010), una producción de Gestmusic (España), protagonizada por Rodolfo Sancho, Roger Berruezo y Alejandro Albarracín y Claudia Bassols, Diana Palazón y Alicia Sanz.
- Tierra de reyes (2014), nueva versión de Pasión de Gavilanes; una coproducción de Telemundo. Protagonizada por Aarón Díaz, Gonzalo García Vivanco y Christian de la Campa y Ana Lorena Sánchez, Kimberly Dos Ramos y Scarlet Gruber.
- Pasión de Amor (2015), una coproducción de ABS-CBN, protagonizada por Jake Cuenca, Ejay Falcon, Joseph Marco, Arci Muñoz, Ellen Adarna y Coleen García

## DVD
Fue lanzada en formato DVD en México y Estados Unidos. Se compone de 2 discos dobles y contiene un resumen de la novela con duración de 10 horas. En el DVD de EE. UU. contiene subtítulos en inglés.

## Premios y nominaciones

### Premios TVyNovelas 2009
| Categoría                   | Nominado(a)                    | Resultado |
| --------------------------- | ------------------------------ | --------- |
| Mejor telenovela            | Salvador Mejía                 | Ganador   |
| Mejor actriz protagónica    | Adela Noriega                  | Nominada  |
| Mejor actor protagónico     | Eduardo Yáñez                  | Nominado  |
| Mejor actor protagónico     | Jorge Salinas                  | Nominado  |
| Mejor actriz antagónica     | Diana Bracho                   | Ganadora  |
| Mejor actor antagónico      | Guillermo García Cantú         | Ganador   |
| Mejor actriz coestelar      | Patricia Reyes Spíndola        | Ganadora  |
| Mejor actor coestelar       | René Casados                   | Nominado  |
| Mejor historia o adaptación | Liliana Abud                   | Nominada  |
| Mejor dirección de escena   | Miguel Córcega                 | Nominado  |
| Mejor dirección de cámaras  | Manuel Barajas Jesús Acuña Lee | Nominada  |

### Premios Bravo 2009
| Categoría               | Nominado(a)            | Resultado |
| ----------------------- | ---------------------- | --------- |
| Mejor actriz antagónica | Diana Bracho           | Ganadora  |
| Mejor actor antagónico  | Guillermo García Cantú | Ganador   |

### Premios Oye! 2008
- Mejor Tema de Telenovelas : Para siempre / Vicente Fernández

### Premios Fama 2008
- Mejor actriz protagónica : Adela Noriega

### Resumen Anual de Televisa 2008
- Novela del año

### Premios ACE 2009
- Mejor actor Eduardo Yáñez Ganador.
- Actriz característica María Sorté Ganadora.[5]

### TV Adicto Golden Awards
| Año  | Categoría                                 | Nominados                                    | Resultado |
| ---- | ----------------------------------------- | -------------------------------------------- | --------- |
| 2008 | Mejor canción                             | Vicente Fernández                            | Ganador   |
| 2008 | Mejor actriz en un personaje cómico       | Patricia Reyes Spíndola                      | Ganadora  |
| 2008 | Mejor villano                             | Guillermo García Cantú                       | Ganador   |
| 2008 | Mejor primera actriz                      | María Sorté                                  | Ganadora  |
| 2008 | Mejor protagonista masculino              | Eduardo Yáñez                                | Ganador   |
| 2008 | Mejores libretos                          | Liliana Abud y Ricardo Fiallega              | Ganadores |
| 2008 | Mejor dirección de escena                 | Miguel Córcega, Edgar Ramírez y Alberto Díaz | Ganadores |
| 2008 | Mejor producción                          | Salvador Mejía                               | Ganador   |
| 2008 | Mejor telenovela de televisa              | Salvador Mejia                               | Ganador   |
| 2008 | Premio especial a gran telenovela del año | Salvador Mejía                               | Ganador   |

| Año  | Categoría                  | Nominados                        | Resultado |
| ---- | -------------------------- | -------------------------------- | --------- |
| 2010 | Mejor canción de la década | Vicente Fernández "Para siempre" | Ganadora  |